# S.T.S. (groupe)
S.T.S. est un trio d'Austropop autrichien, formé depuis 1975 de Gert Steinbäcker (de), Günter Timischl (de) et Helmut Röhrling alias Schiffkowitz (de). Les trois musiciens viennent de la Styrie, qui revient souvent dans leurs chansons.
Tous les trois jouent de la guitare acoustique et chantent ensemble les refrains tandis que la partie solo est chantée à quelques exceptions près, par le compositeur lui-même. L'instrumentation et le chant sont influencés par des groupes comme Crosby, Stills, Nash and Young. Leur fidélité à leur propre ligne musicale et leurs spectacles passionnés leur valent une grande popularité en Autriche. Les grands succès sont Fürstenfeld, Da kummt die Sunn, Großvater, Gö, Du bleibst heut Nacht bei mir, Kalt und kälter, Mach die Aug'n zua, Wunder meiner Seligkeit, Überdosis G′fühl, Irgendwann bleib i dann dort...

## Histoire
Avant la rencontre en 1975, les trois musiciens jouent chacun de leur côté dans des groupes en Styrie et en Allemagne. Gert Steinbäcker et Schiffkowitz voient ce qu'ils peuvent faire ensemble, puis Günter Timischl les rejoint. Ils font une première apparition lors d'un festival de poésie à Graz. Peu après, ils font leur premier vrai concert le 4 décembre 1975 avec un joueur de bongos anglais. Leurs premiers concerts leur valent une première popularité locale (Graz, Fürstenfeld, Güssing, Gleisdorf). Néanmoins après cette tournée, le groupe pense à se séparer et prévoit un concert d'adieu à Graz en avril 1976.
Günter Timischl se lance dans une carrière solo sans succès et vit de petits boulots. Il s'engage dans la Bundesheer et joue dans la compagnie amatrice à Chypre. Il compose des chansons pour plus tard et un éventuel groupe. Il rentre chez lui en 1978.
Gert Steinbäcker retourne en Allemagne en 1976, où il se trouve dans une crise personnelle. La multiplication de petits boulots qui l'empêche de se consacrer à la musique le pousse à revenir en Styrie. Sous le nom de « Stony Becker », il enregistre un single Matchless Woman qui ne marche pas.
Schiffkowitz part aux États-Unis durant l'été 1976 faire une série d'entretiens avec des musiciens de renom pour une station de radio, où il se fait une réalité du vedettariat. Il revient en Styrie au bout de trois mois et demi pour faire son service civil et veut raconter son voyage dans un livre.
Les trois hommes se retrouvent de nouveau ensemble en 1978 et décident de se consacrer sérieusement dans un groupe qu'ils appellent S.T.S. Ils apportent les chansons qu'ils avaient écrites en solo et en font de nouvelles. Elles sont d'abord écrites en anglais et en dialecte styrien. Ils jouent là où ils avaient déjà joué et ont des emplois à temps partiel. Timischl rencontre sa future épouse Lotte, Steinbäcker travaille comme machiniste et compose pour des pièces de théâtre pour enfants. Schiffkowitz écrit son livre et est journaliste indépendant. En 1979, sort Matter of Sex, le premier single du groupe, composé par Schiffkowitz ; la face B, With You, est de Gert Steinbäcker. Le projet est un échec, la maison de disques les oblige à chanter en italien, ils refusent et rompent le contrat.
En 1979, le groupe Erste Allgemeine Verunsicherung connaît son premier grand succès. Pour leur tournée d'été, S.T.S. est choisi pour la première partie, les trois musiciens accompagnent aussi EAV. Par ailleurs, Günter Timischl accompagne aussi Opus en concert. En 1980, le label Ariola, après avoir reçu les démos live du groupe, produit le single Da kummt die Sunn, une adaptation par Schiffkowitz de Here Comes the Sun. Il est bien diffusé en radio, mais la vente est mauvaise. La maison de disques prévoit cependant un LP, Gegenlicht sort en mars 1981. Il se vend à 2 000 exemplaires, ce qu'on considère comme un succès d'estime.
S.T.S. produit lui-même le single Automaten-Karl qui est vendu en quelques centaines d'exemplaires. Le groupe vit principalement de ses concerts. Il se sépare d'EAV afin de s'occuper à ses propres projets. Alors que son quatrième titre va sortir, le groupe connaît une période difficile. Le contrat avec Ariola est rompu, les musiciens enregistrent dans un studio d'Oberschützen le titre Irgendwann bleib i dann dort. Avec 5 000 exemplaires vendus, c'est un succès limité. Mais deux ans plus tard, il devient un hymne parmi les étudiants.
Début 1984, le groupe pense à nouveau se séparer s'il ne connaît toujours pas le succès. C'est à ce moment que le label Amadeo l'appelle pour un album qui sera enregistré en mars et avril 1984 à Vienne. Überdosis G'fühl sort en mai à 500 exemplaires.
Le groupe propose d'abord un album avec dix chansons. La maison de disques lui demande une de plus. Schiffkowitz se souvient d'une chanson composée en 1982 par Josef Jandrisits (de) qui s'appelle With a little help. Schiffkowitz refait les arrangements et récrit des paroles en allemand. La nouvelle chanson intitulée Fürstenfeld parle du retour de Günter Timischl en Styrie et parmi les habitants, il se veut à l'origine une parodie. Il devrait être le premier single du nouvel album appelé aussi Fürstenfeld. C'est un incroyable succès avec 70 000 ventes d'albums et 140 000 du single.
La même année, Günter Timischl doit s'en aller pour accompagner le très grand succès d'Opus, pour qui il joue encore. Les deux groupes jouent une dernière fois ensemble lors d'un concert à Oberwart, durant lequel est enregistré Live is life. S.T.S. en profite alors pour sortir Grenzenlos. Il est vendu à 400 000 exemplaires, Irgendwann bleib i dann dort intègre les meilleures ventes de singles. La tournée qui suit la sortie affiche complet. S.T.S. alterne de longues périodes de composition, de tournée et des mois d'arrêt.
En 1986, la tournée d'une cinquantaine de concerts passe aussi par l'Allemagne, la Suisse et le Liechtenstein. Le quatrième album, Augenblicke, qui sort en août 1987, est faite de chansons écrites lors de récentes sessions en studio. Après une nouvelle tournée à guichets fermés en 1988, le groupe se retire, tout en publiant des lives et une anthologie.
Gert Steinbäcker fait un album solo, Günter Timischl recrée "Magic ′69" avec lequel il jouait au début des années 1970. L'album Jeder Tag zählt sort en 1990, suivi d'une tournée. Auf a Wort vient deux ans plus tard. La chanson Und es ist so schön da écrite par Schiffkowitz exprime une opposition à l'extrême droite, en évoquant les camps de concentration. En 1993, alors que c'est une année où aucune sortie n'est prévue, le groupe met en musique les poèmes de Peter Rosegger à l'occasion de l'exposition qui lui est consacrée en Styrie.
Zeit sort en 1995 suivi d'une tournée de cinquante concerts dans de grandes salles et lors de festivals. Elle se termine à l'été 1996 lors d'une série de six concerts avec Pur et Toto en Allemagne, Toto et Sting en Autriche. Volle Kraft, en 1998, est présenté comme la dernière production avant véritablement une longue période d'inactivité.
En 2000, le double-album S.T.S. & Band Live revient sur les vingt dernières années. Lors d'une série de quelques concerts en 2002, quelques titres d'un prochain album sont présentés. Herzverbunden sort en 2003, suivi d'une tournée étalé de l'automne 2004 à l'été 2005. En septembre 2007, Neuer Morgen sort, avec comme premier single Ende nie. Le titre suscite le malaise au sein des radios à cause de son sujet qui évoque les rapports entre l'Islam et le monde occidental ; Radio Steiermark choisit de ne pas le diffuser.
En 2012, S.T.S. annonce faire sa dernière tournée. Les trois membres Schiffkowitz, Timischl et Steinbäcker reçoivent l'Ordre du Mérite d'Autriche. En juillet 2014, le groupe annonce qu'il ne se produira plus ensemble à l'avenir. On parle de problèmes de santé pour Günter Timischl.

## Discographie
Albums
- 1981: Gegenlicht
- 1984: Überdosis G'fühl
- 1985: Grenzenlos
- 1987: Augenblicke
- 1990: Jeder Tag zählt
- 1992: Auf a Wort
- 1993: Rosegger (Steinbäcker, Timischl, Schiffkowitz & Kolonovits)
- 1995: Zeit
- 1998: Volle Kraft
- 2003: Herzverbunden (nommé aux Amadeus Austrian Music Award)
- 2007: Neuer Morgen

Singles
- 1979: Matter of Sex/With you
- 1981: Da kummt die Sunn/Geht's da guat
- 1981: Fahr auf's Land mit mir
- 1981: Angsthas/Zehn Minuten still
- 1981: Automaten-Karl
- 1984: Irgendwann bleib i dann dort
- 1984: Fürstenfeld
- 1984: Überdosis G'fühl
- 1985: Großvater/Kalt und kälter
- 1985: Gö, du bleibst heut Nacht bei mir
- 1987: Mach die Aug'n zua
- 1987: s'ganze Leben für'n Rock'n'Roll
- 1990: Jeder Tag zählt/Das Feuer
- 1990: Wieder a Sommer/Continental
- 1992: So net
- 1992: Kommt die Zeit
- 1995: Zeig mir dein Himmel
- 1995: Wohin die Reise
- 2007: Ende nie

## Sources
- (de) Cet article est partiellement ou en totalité issu de l’article de Wikipédia en allemand intitulé « S.T.S. » (voir la liste des auteurs).